# بيل إنجليش
السير سيمون ويليام إنغليش (بالإنجليزية: Simon William Bill English) (مواليد 30 ديسمبر 1961)، شغل منصب رئيس وزراء نيوزيلندا التاسع والثلاثين من 2016 إلى 2017.
كان مزارعًا وموظفًا حكوميًا قبل دخوله عالم السياسة، انُتخب إنغليش للبرلمان النيوزيلندي في عام 1990 كمرشح للحزب الوطني في دائرة والاس الانتخابية. رُقّي إلى مجلس الوزراء في عام 1996 وفي عام 1999 عُين وزيراً للمالية، على الرغم من أنه خدم لمدة تقل عن عام بسبب خسارة حزبه في الانتخابات العامة لعام 1999. في أكتوبر 2001، حل إنغليش محل جيني شيبلي، كقائد للحزب الوطني (وبالتالي كقائد للمعارضة). قاد الحزب إلى أسوأ هزيمة له في الانتخابات العامة لعام 2002، ونتيجة لذلك، في أكتوبر 2003، استُبدل بدون براش.
في نوفمبر 2006، بعد استقالة براش، أصبح إنغليش نائب القائد في عهد جون كي، ثم أصبح نائبًا لرئيس الوزراء وعُيّن أيضًا وزيرًا للمالية للمرة الثانية في عام 2008. تحت توجيهات إنغليش، حافظ الاقتصاد النيوزيلندي على نمو متصاعد خلال فترات الحكم الثلاث.
استقال جون كي من منصب زعيم الحزب الوطني ورئيس الوزراء في ديسمبر 2016. فاز إنغليش في انتخابات القيادة الناتجة دون معارضة وأدى اليمين كرئيس للوزراء في 12 ديسمبر 2016. في الانتخابات العامة لعام 2017، رفضت الأحزاب التي تمتلك ميزان القوى دعم الحكومة القائمة، واستُبدل إنغليش لاحقًا كرئيس للوزراء من قبل جاسيندا أرديرن، زعيمة حزب العمال. استمر إنغليش في البداية كزعيم للمعارضة، لكنه استقال من منصب زعيم الحزب الوطني في 27 فبراير 2018 وغادر البرلمان بعد أسبوعين.

## النشأة
درس إنغليش في مدرسة سانت توماس في وينتون، ثم التحق بكلية سانت باتريك، تابع إنغليش دراسة التجارة في جامعة أوتاغو، حيث كان يقيم في كلية سلوين، ثم أكمل درجة الشرف في الأدب الإنجليزي من جامعة فيكتوريا في ويلينغتون.
بعد الانتهاء من دراسته، عاد إنغليش إلى ديبتون لبضع سنوات. من عام 1987 إلى 1989، عمل في ويلينغتون كمحلل للسياسة في الوزارة النيوزيلندية، في الوقت الذي نُفّذت سياسات السوق الحرة التي يفضلها وزير مالية حزب العمال روجر دوغلاس.
انضم إنغليش إلى الحزب الوطني في عام 1980، أثناء وجوده في جامعة فيكتوريا. خدم لفترة كرئيس لفرع ساوثلاند من الشباب الوطني، وأصبح عضوا في لجنة والاس الانتخابية. بعد انتقاله إلى ويلينغتون، خدم لفترات في لجنتي أيلاند باي وميرامار على التوالي.

## الفترة الأولى في مجلس الوزراء (1996-1999)
في أوائل عام 1996، رُقّي إنغليش إلى مجلس الوزراء من قبل رئيس الوزراء جيم بولغر، ليصبح وزيرًا للمؤسسات الصحية ووزيرًا مساعدًا للتعليم (إلى جانب وايت كريش). كان يبلغ من العمر 34 عامًا في ذلك الوقت، وأصبح أصغر أعضاء مجلس الوزراء. بعد الانتخابات العامة لعام 1996، أُجبر الحزب الوطني على التحالف مع نيوزيلندا للاحتفاظ بالحكومة. في التعديل الوزاري الناتج، برز بيل إنغليش كوزير للصحة. ومع ذلك، كشرط لاتفاق الائتلاف، عُيَّن نيل كيرتون من نيوزيلاندا (عضو البرلمان للولاية الأولى) وزير الصحة المساعد، ليصبح نائبًا لبيل إنغليش. وُصِف هذا الترتيب في الصحافة بأنه كالطلقات النارية، وكانت هناك اختلافات متكررة في الرأي بين الوزيرين. بعد أن أصبحت علاقتهما غير ناجحة، أُقيل كيرتون في أغسطس 1997، بموافقة زعيم نيوزيلندا وينستون بيترز.
بعد أن خسر الحزب الوطني انتخابات عام 1999 أمام حزب العمال بزعامة هيلين كلارك، استمر بيل إنغليش في حكومة الظل كمتحدث لصالح الشؤون المالية. انتُخب نائباً لزعيم الحزب في فبراير 2001، بعد استقالة وايت كريش، مع كون جيري براونلي خصمه غير الناجح.

## روابط خارجية
- بيل إنجليش على موقع الموسوعة البريطانية (الإنجليزية)
- بيل إنجليش على موقع مونزينجر (الألمانية)